# Secret Story

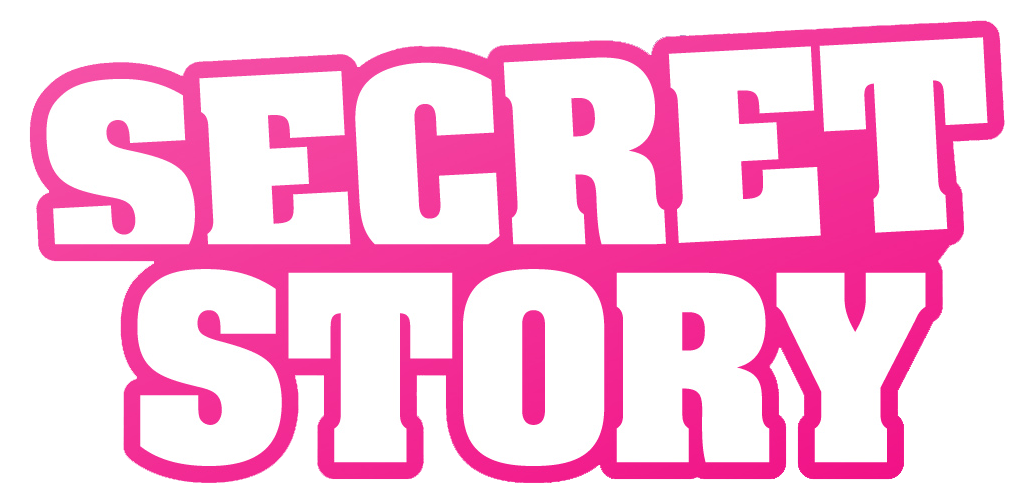
A műsor logója

A Secret Story egy francia valóságshow, a korábbi szintén francia produkció, a Loft Story és a világhírű Big Brother formátumára épül. A TF1 vetíti Benjamin Castaldi vezetésével. Az első széria 2007. június 23-án kezdődött, amikor 15 fiatal beköltözött egy kamerákkal felszerelt házba.
Főcímzene: Booty Full: I Wanna Chat With You

## A ház
A show alapelve hasonló a Loft Story-hoz. A játékosok tíz hétre össze vannak zárva egymással a "Titkok házában". A ház fel van szerelve medencével, jacuzzival, ebédlővel, fürdőszobával, zuhanyzóval és két hálószobával (az egyik a férfiaké, a másik a nőké). Minden helyiség kamerákkal zsúfolt, kivétel alóluk a toalett, ahová a francia televíziózási szabályok szerint nem lehetett kamerákat tenni.

## A játék
Mint más országban a Nagy Testvér, addig a Secret Story-ban a Le Voix (A hang) adja az utasításokat. Minden lakónak van egy féltve örzött titka és mindenki feladata, hogy kiderítse azt, azaz leleplezze lakótársát, ugyanis ha sikerrel jár, elnyerheti a jackpotot. Minden titok 10 000 €-t ér.
Két jelölt közül (akiket keddi napokon szavaznak meg) egy esik ki pénteki kiszavazó show-k keretein belül. A fiúk és lányok azonos neműre nem szavazhatnak.

## Vetítés
Az első élő show 20:50-kor kezdődött 2007. június 23-án, de a következő kiszavazásokat 22:30-ra tolták. Az első műsort kivéve mindegyik felvételénél volt jelen élő közönség. A Secret Story-t mindennap adták, amikor is az elmúlt 24 óra legérdekesebb pillanatait mutatták be amolyan összefoglaló műsorok formájában. A Canaal 144-en, a Canal 52-n és a hivatalos weboldalon élőben követhették figyelemmel a történéseket. Mindennap kb. 500 000 ember csatlakozott az élő internetes adáshoz, ami két és félszer nagyobb nézettséget jelent, mint a szintén sikerprodukciónak számító Star Academy.

## Lakók
| Titok                                         | Kiről derült ki?              | Életkor: | Mikor derült ki? |
| --------------------------------------------- | ----------------------------- | -------- | ---------------- |
| "valaki meg akarja változtatni a nemét"       | Erwan                         | 20       | beköltöző show   |
| "valakik hármas ikrek"                        | Johanna, Marjorie és Cyrielle | 23       | beköltöző show   |
| "valaki kapcsolatot tart a földönkívüliekkel" | Fred                          | 38       | beköltöző show   |
| "valaki a műsor egyik producere"              | Gabriel                       | 26       | beköltöző show   |
| "valakik már egy éve házasok"                 | Tatiana és Xavier             | 25, 29   | 1. hét           |
| "valaki sztriptíztáncosnő és exrendőr"        | Laly                          | 26       | 2. hét           |
| "valaki súlyos betegségben szenved"           | Nadége                        | 20       | 2. hét           |
| "valaki 50 kilót fogyott"                     | Nicolas                       | 24       | 2. hét           |
| "valaki egy nudista"                          | Maryline                      | 23       | 3. hét           |
| "valaki egy playmate"                         | Ophélie                       | ?        | 4. hét           |
| "valakinek sztár az apja"                     | Maxime                        | 21       | 5. hét           |
| "valaki egy escort"                           | Julien                        | 26       | 5. hét           |

## Rejtett szobák
A rejtett hálószoba: A hármas ikreket naponta cserélték a házban. Míg az egyikük a házban tevékenykedett, addig a másik két lány a rejtett hálószobában tartózkodott. A hálószobába az ún. Confessionnalon (ami a Big Brother titokszobájával megegyező funkciót tölt be) keresztül lehetett bejutni. Tatiana felfedezte a titkos szobát, így a lányok elvesztették esélyüket a 10 000 € megnyerésére.
A titkok kamrája: A Chambre des Vérités valószínűleg egy utalás a Harry Potter könyvsorozat második kötetére. A kamra falai fehérek és egy hazugságvizsgáló műszer található benne, amit egy izraeli cég fejlesztett ki. Minden lakót rákötnek a készülékre, és "igen" vagy "nem" válaszokat kell adniuk a feltett kérdésekre. Ha a zöld lámpa gyullad ki, a játékos az igazat mondja; ha pedig az alany válasza nem meghatározható vagy nem igaz, akkor piros és narancssárga a fény színe.
A másik titkos kamra: Két játékos, egy férfi és egy nő, akiket a szerkesztők választottak ki, állítólag elhagyták a házat. Maryline-t és Xaviert kiszavazottnak állította be a produkció a játékosok előtt. Valójában az történt, hogy mindkettőjüket egy rejtett hálószobába "csempészték", ahol figyelmmel követhették lakótársaik életét. Miután visszatértek a házba, Tatiana és Xavier vehették igénybe a helyiséget évfordulójuk alkalmából (persze miután felfedték titkukat).
Egyesek szerint ez a szoba volt a játék elején a hármas ikreké.

## A titkok kronológiája
- 1. nap: Julien rájött, hogy Erwan nem férfi.
- 4. nap: Maryline azt hitte, hogy Marjorie-nek van egy ikertestvére.
- 5. nap: Fred úgy gondolta, hogy Julien nemes származású.
- 6. nap: Laly földönkívülinek titulálta Fredet. Félreértés történt, mivel nem földönkívüli-származás volt az egyik lakó titka, hanem az, hogy kapcsolatot tart velük. Fred túl sok információhoz juttatta Laly-t, így elvesztette esélyét a jackpot megnyerésére.
- 14. nap: Johanna, Marjorie és Cyrielle rájöttek arra, hogy Maryline nudista.
- 21. nap: Maxime azt hitte, hogy Xavier egy lemezlovas.
- 25. nap: Maryline azt hitte, hogy Laly egy pornószínésznő.
- 28. nap: Erwan úgy gondolta, hogy Laly a rendőrségnél dolgozik. Mivel ez csak a lány titkának fele volt, Erwin a jackpot felét nyerte el tőle.
- 29. nap: Julien azt hitte, hogy Ophélie egy sportoló.
- 30. nap: Tatiana a Közel-Kelet vagy Észak-Afrika valamelyik országa hercegének hitte Gabrielt.
- 40. nap: Maxime azt gyanította, hogy Tatiana és Xavier egy pár, de nem mondta ki hivatalosan.
- 41. nap: A hármasikrek azt hitték, hogy Tatiana buddhista.
- 41. nap: Maxime kijelentette gyanúját (miszerint Tatiana és Xavier egy párt alkotnak) és megnyerte a jackpotot.
- 44. nap: Tatiana rájött, hogy Maxime egy sztár fia, de nem derítette ki, kinek a fia, így a jackpot összegénekc csak a felét kapta meg.
- 46. nap: Erwan és Xavier rájöttek, hogy Maxime apja Henri Leconte.

## Jelölés és kiszavazás
|                                             | 1. hét            | 2. hét               | 3. hét                | 4. hét                | 5. hét                 | 6. hét                | 7. hét                | 8. hét                         | 9. hét                       | 10. hét                              | 10. hét                              |
| ------------------------------------------- | ----------------- | -------------------- | --------------------- | --------------------- | ---------------------- | --------------------- | --------------------- | ------------------------------ | ---------------------------- | ------------------------------------ | ------------------------------------ |
| Hármasikrek (Cyrielle, Johanna és Marjorie) | Frédéric, Nicolas | Nem jelölhetnek      | Nincs jelölés         | Nem jelölhetnek       | Xavier, Maxime Gabriel | Nem jelölhet          | Maxime, Xavier        | Maxime, Xavier Maxime          | Xavier, Tatiana              | Győztes                              | Győztes                              |
| Xavier                                      | Nem jelölhet      | Hármasikrek, Nadège  | Nincs jelölés         | Hármasikrek, Maryline | Nem jelölhet           | Hármasikrek, Ophélie  | Nem jelölhet          | Hármasikrek, Maryline Maryline | Gabriel, Hármasikrek         | 2. helyezett                         | 2. helyezett                         |
| Tatiana                                     | Fred, Nicolas     | Nem jelölhet         | Nincs jelölés         | Nem jelölhet          | Julien, Gabriel Julien | Nem jelölhet          | Erwan, Maxime         | Hármasikrek, Maryline Maryline | Gabriel, Hármasikrek         | 3. helyezett                         | 3. helyezett                         |
| Maxime                                      | Nem jelölhet      | Nadège, Hármasikrek  | Nincs jelölés         | Hármasikrek, Laly     | Nem jelölhet           | Hármasikrek, Ophélie  | Nem jelölhet          | Hármasikrek, Maryline Maryline | Gabriel, Hármasikrek         | 4. helyezett                         | 4. helyezett                         |
| Gabriel                                     | Nem jelölhet      | Nadège, Hármasikrek  | Nincs jelölés         | Hármasikrek, Laly     | Nem jelölhet           | Hármasikrek, Ophélie  | Nem jelölhet          | Xavier, Maxime Maxime          | Xavier, Maxime               | Kiszavazott (62. nap)                | Kiszavazott (62. nap)                |
| Maryline                                    | Julien, Xavier    | Nem jelölhet         | Nincs jelölés         | Nem jelölhet          | Maxime, Erwan Erwan    | Nem jelölhet          | Erwan, Maxime         | Xavier, Maxime Maxime          | Kiszavazott (55. nap)        | Kiszavazott (55. nap)                | Kiszavazott (55. nap)                |
| Erwan                                       | Nem jelölhet      | Maryline, Ophélie    | Nincs jelölés         | Maryline, Laly        | Nincs jelölés          | Hármasikrek, Ophélie  | Nem jelölhet          | Kiszavazott (48. nap)          | Kiszavazott (48. nap)        | Kiszavazott (48. nap)                | Kiszavazott (48. nap)                |
| Ophélie                                     | Fred, Nicolas     | Nem jelölhet         | Nincs jelölés         | Nem jelölhet          | Xavier, Maxime Julien  | Nem jelölhet          | Kiszavazott (41. nap) | Kiszavazott (41. nap)          | Kiszavazott (41. nap)        | Kiszavazott (41. nap)                | Kiszavazott (41. nap)                |
| Julien                                      | Nem jelölhet      | Nadège, Ophélie      | Nincs jelölés         | Hármasikrek, Ophélie  | Nem jelölhet           | Kiszavazott (34. nap) | Kiszavazott (34. nap) | Kiszavazott (34. nap)          | Kiszavazott (34. nap)        | Kiszavazott (34. nap)                | Kiszavazott (34. nap)                |
| Laly                                        | Julien, Maxime    | Nem jelölhet         | Nincs jelölés         | Nem jelölhet          | Kiszavazott (27. nap)  | Kiszavazott (27. nap) | Kiszavazott (27. nap) | Kiszavazott (27. nap)          | Kiszavazott (27. nap)        | Kiszavazott (27. nap)                | Kiszavazott (27. nap)                |
| Nicolas                                     | Nem jelölhet      | Hármasikrek, Ophélie | Nincs jelölés         | Kiszavazás (20. nap)  | Kiszavazás (20. nap)   | Kiszavazás (20. nap)  | Kiszavazás (20. nap)  | Kiszavazás (20. nap)           | Kiszavazás (20. nap)         | Kiszavazás (20. nap)                 | Kiszavazás (20. nap)                 |
| Nadège                                      | Gabriel, Maxime   | Nem jelölhet         | Kiszavazott (13. nap) | Kiszavazott (13. nap) | Kiszavazott (13. nap)  | Kiszavazott (13. nap) | Kiszavazott (13. nap) | Kiszavazott (13. nap)          | Kiszavazott (13. nap)        | Kiszavazott (13. nap)                | Kiszavazott (13. nap)                |
| Frédéric                                    | Nem jelölhet      | Kiszavazott (6. nap) | Kiszavazott (6. nap)  | Kiszavazott (6. nap)  | Kiszavazott (6. nap)   | Kiszavazott (6. nap)  | Kiszavazott (6. nap)  | Kiszavazott (6. nap)           | Kiszavazott (6. nap)         | Kiszavazott (6. nap)                 | Kiszavazott (6. nap)                 |
| Jegyzetek                                   | [ a ]             | [ b ]                | [ c ]                 | [ d ]                 | [ e ]                  | [ f ]                 | [ g ]                 | [ h ]                          | [ i ]                        | [ j ]                                | [ j ]                                |
| Jelöltek                                    | Fred, Nicolas     | Nadège, Hármasikrek  | Laly, Nicolas         | Laly, Hármasikrek     | Julien, Maxime         | Ophélie, Hármasikrek  | Erwan, Maxime         | Maryline, Maxime               | Gabriel, Hármasikrek, Xavier | Hármasikrek, Maxime, Tatiana, Xavier | Hármasikrek, Maxime, Tatiana, Xavier |
| Kiszavazottak (%: közönségszavazatok)       | Fred 22% mellette | Nadège 25% mellette  | Nicolas 49% mellette  | Laly 41% mellette     | Julien 30% mellette    | Ophélie 46% mellette  | Erwan 22% mellette    | Maryline 42% mellette          | Gabriel 26,25% mellette      | Maxime 14,5% mellette                | Tatiana 18,5% mellette               |
| Kiszavazottak (%: közönségszavazatok)       | Fred 22% mellette | Nadège 25% mellette  | Nicolas 49% mellette  | Laly 41% mellette     | Julien 30% mellette    | Ophélie 46% mellette  | Erwan 22% mellette    | Maryline 42% mellette          | Gabriel 26,25% mellette      | Xavier 25% mellette                  | Hármasikrek 43% mellette             |

1. ↑  Lányok szavazása. A hármasikreknek három lakótársukat kellett jelölni. (egyenként); Fredet kétszer jelölték.
2. ↑  Fiúk szavazása.
3. ↑  Lányok szavazása. Nicolas és Laly jelöltek lettek, mert ők is tehettek arról, hogy titkuk kiderült.
4. ↑  Fiúk szavazása.  A hang lehetőséget adott Erwannek arra, hogy egy lányt megmentsen a jelöltté válás veszélye alól. A lakó Tatianát választotta, aki védett volt ugyan, de nem jelölhetett.
5. ↑  Lányok szavazása. A hang lehetőséget adott Tatianának arra, hogy egy fiút megmentsen a jelöltté válás veszélye alól. A titokszobában ki is mondta Xavier nevét (a többiek nem hallották), így azok az ellenszavazatokat, amik a játékosra kerültek, törölték. (Ophélie nagy bánatára, ugyanis az ő szavazata kettőt ért, szóval ha Xavier nem lett volna védett, biztos jelölt lett volna.) Maxime 3 szavazatot kapott, Julien, Erwan és Gabriel kettőt. A döntetlennek köszönhetően a lányok egy második fordulón vettek részt, amin eldöntötték, ki legyen Maxime ellenfele a pénteki kiszavazó show-n.
6. ↑  Fiúk nyilvános szavazása.
7. ↑  Lányok szavazása.
8. ↑  A játékosok először jelölhettek és lehettek jelöltek. Mivel négyen lettek jelöltek (a hármasikrek, Maryline, Maxime and Xavier), egy második fordulóra is sor került, melyen eldöntötték, hogy a két jelölt legyen Maryline és Maxime.
9. ↑  A játékosok újra jelölhettek és válhattak jelöltté. Gabriel egy szavazata kettőnek számított (Maxime-ot jelölte meg).
10. ↑  Az utolsó héten nem volt jelölés. A közönségen múlt, ki nyeri meg a €150 000-t.